# Bucarasica
Bucarasica est une municipalité située dans le département de Norte de Santander en Colombie.